# Rodrigo Enrique de Colmenares
Rodrigo Enrique de Colmenares (n. Andalucía, España; c. 1480 - f. c. 1516) fue un explorador de las costas del Mar Caribe, fue nombrado como gobernador de Castilla de Oro, hoy Panamá, contemporáneo de Vasco Núñez de Balboa.

## Reseña biográfica
En 1509, cuando fue nombrado lugarteniente de Diego de Nicuesa para la colonización de la gobernación de Veragua, pero los cronistas señalan unánimemente que era hidalgo y tuvo una larga experiencia militar en Italia. Pedro Mártir de Anglería afirma que había viajado por toda Europa, que estuvo en Italia y que se desenvolvía muy bien en la Corte, donde le conoció en 1513. 
Las Casas dijo que era “hombre de experiencia en la guerra y en la paz, por mar y por tierra, y se había en las guerras de Italia, contra franceses, hallado”. Fernández de Oviedo afirmó que Colmenares era “hidalgo e buena persona, e soldado veterano; pero no diestro en mandar gente, por ser descuidado”.
Debió ser amigo de Nicuesa, pues éste le nombró su segundo para la conquista de Veragua, que había capitulado en 1508. Cuando partió para su destino en Panamá el 18 de noviembre de 1509, dejó en la isla Española a su teniente para que reclutara más hombres e hiciera acopio de alimentos e implementos, con los que debía reunirse luego con él. Nicuesa realizó su desastrosa aventura de Veragua (vide Nicuesa) y Rodrigo de Colmenares cumplió lo que le habían ordenado. Hacia octubre de 1510 zarpó de Santo Domingo con dos carabelas y 60 hombres dispuesto a encontrar a su gobernador en algún lugar de la costa de Tierrafirme, que era como buscar una aguja en un pajar, ya que era la de las actuales de Colombia y Panamá. 
Llegó al puerto de Gaira, que los españoles bautizaron luego como Santa Marta, donde tuvo que desembarcar para hacer aguada. Los indios le atacaron improvisadamente y le hirieron a 47 hombres, que murieron a poco, por el veneno con que los naturales emponzoñaban sus flechas. Colmenares se reembarcó como pudo y siguió costeando hasta las bocas del Magdalena, la bahía de Cartagena, el golfo de Urabá y finalmente la ciudad de Santa María la Antigua del Darién, donde atracó a mediados de noviembre de 1510. 
Nadie pudo darle razón de Nicuesa. Tras repartir los bastimentos, entró en conversaciones con sus pobladores, que se dividieron en dos bandos; unos a favor de que fuera a buscar a Nicuesa para pedirle que viniera a la ciudad como gobernador y otros, acaudillados por Núñez de Balboa, contrarios a la idea. Triunfaron los primeros y se comisionaron a Colmenares, Diego de Albítez y al bachiller Corral para ir en busca del gobernador de Veragua. 
Lo hallaron, como sabemos, en el Puerto de Bastimentos (luego denominado Nombre de Dios), con sólo 60 hombres, supervivientes de los 700 que había llevado consigo. Nicuesa contó su odisea (vide Nicuesa) y decidió regresar con ellos a Santa María, pero el cabildo desconoció su autoridad. Decidió ir a reclamar a España, vía Santo Domingo. Embarcó en un bergantín y tras muchas peripecias llegó a la metrópoli en 1512, pero todo lo que logró fue el nombramiento de corregidor de Santo Domingo.
Colmenares tomó parte en todos los acontecimientos que se sucedieron en Panamá impulsados por Núñez de Balboa, con quien hizo buena amistad. En 1511 estuvo en las incursiones a Careta, Ponca y Comogre, y escuchó el primer relato sobre la existencia cercana de la Mar del Sur. Al año siguiente Balboa le nombró su teniente para la jornada del Dabeibe. Se trataba de un mito reflejo del de El Dorado, del que hablaban los indios de Urabá, según el cual más debajo de la culata de Urabá existía un lugar donde abundaba el oro (se referían a la región antioqueña, donde efectivamente había abundancia de tal metal precioso). 
Balboa y Colmenares partieron de Santa María en marzo de 1512 con 160 hombres embarcados en una flotilla de canoas. Llegaron a Urabá y a la provincia de Ceraca, donde cogieron un abundante botín. 
Allí se quedó Colmenares, que exploró el río León, mientras Balboa volvió a la costa, hizo una breve escapada a Santa María, y regresó a Urabá para unirse con su teniente. Juntos penetraron por El Atrato, al que bautizaron como San Juan. Lo exploraron a lo largo de 30 leguas (unos 130 kilómetros) hasta encontrar el río Sucio, al que llamaron Negro por el color de sus aguas. 
Despreciaron subir por este, lo que les habría conducido al Dabaybe que buscaban, y siguieron por la orilla izquierda del Atrato hasta alcanzar la tierra del cacique Abenemechei (Abenamachéi, según Las Casas), donde se quedó Colmenares, mientras Balboa hacia una entrada hasta la provincia de Abibaibe, donde su cacique le contó el mito de El Dorado en la versión del Dabaybe. Al regresar de ella surgió una sublevación general de los indios de la región, confederados contra los españoles. 
Se efectuaron algunas operaciones de castigo, en una de las cuales Colmenares penetró hasta la parcialidad de Tachi, donde encontró algunos de los jefes rebeldes a los que dio muerte. Finalmente regresaron al Golfo y a Santa María con un buen botín de oro.
Los pobladores de Santa María decidieron entonces informar al Rey de los descubrimientos efectuados. Se hizo un informe de los mismos y se designaron dos procuradores para llevarlo a España, que fueron el veedor Juan de Quincedo y Rodrigo de Colmenares. Partieron de Santa María para Santo Domingo a fines de octubre de 1512 y llegaron a la Península en mayo de 1513, acompañados de dos indios que daban testimonio de la riqueza del territorio. 
Los pobladores de Santa María pidieron 1,000 hombres para poder obtener el dominio territorial, por su parte el rey Fernando el Católico creyó que efectivamente se trataba de una región aurífera importante, por lo que ordenó a la Casa de Contratación que preparara una armada para transportar el contingente colonizador. 
También habrían de llegar algunos informes desfavorables sobre Balboa y el monarca decidió que el nuevo gobernador de dicha provincia, a la que se denominó Castilla del Oro, fuera Pedrarias Dávila, Colmenares recomendado a éste y fue premiado con una ayuda de 25.000 maravedíes y con el primer cargo de regidor que quedara vacante en Santa María (9 de agosto de 1513).
La expedición de Pedrarias sobrepasó los dos mil hombres y arribó a Santa María el 30 de junio de 1514, después de que Balboa hubiera descubierto la Mar del Sur. Empezaron entonces los problemas entre ambos y las expediciones para dominar todo el istmo, recogiendo todo el oro posible. 
En cuanto a Colmenares, regresó nuevamente a España en mayo de 1515 como procurador de los colonos y con un memorial de Pedrarias contra Balboa. 
Fue entonces cuando Colmenares aprovechó la ocasión para solicitar que se le autorizara realizar una expedición para descubrir las islas Molucas en compañía de un piloto (cuyo nombre no se mencionaba) y con tres carabelas de 30, 35 y 40 toneladas. Aseguraba que encontraría muy pronto la ansiada Especiería por la Mar del Sur, ya que estaba muy cerca “y los portugueses la traen (la especie) entrándose en tierras de Vuestra Majestad”. 
La Corona autorizó esta empresa, pero no la encomendó a Colmenares, sino a Diego de Albítez, por cédula de 23 de marzo de 1518. A partir de 1515 se pierde todo rastro histórico sobre Colmenares que, muy posiblemente, muriera en España algún tiempo después.
Rodrigo de Colmenares fue entrevistado por Pedro Mártir de Anglería (Petrus Martyr ab Angleria) el día anterior a los idus de octubre de 1516, es decir, el 14 de octubre de 1516 (ya que los idus de octubre caen el 15 según el calendario romano); su fallecimiento debió ocurrir con posterioridad a esa fecha.